# Hassan Ali Khayre
Hassan Ali Khaire (tiếng Somalia: Xasan Cali Khayre, tiếng Ả Rập: حسن علي خيري; sinh ra 1968), phổ biến được gọi là Hassan Khaire, là một nhà hoạt động, nhà quản lý, chính trị gia người Somalia và Thủ tướng đương nhiệm của Somalia. Ông được bổ nhiệm vào ngày 23 tháng 2 năm 2017 bởi Tổng thống Somalia Mohamed Abdullahi Mohamed và được Quốc hội nhất trí thông qua vào ngày 1 tháng 3 năm 2017.
Khaire là một cựu giám đốc điều hành dầu mỏ. Ông đã từng là giám đốc khu vực của tổ chức từ thiện của Hội đồng tị nạn Na Uy và từng là giám đốc của công ty dầu khí Soma Oil and Gas của Anh.